# U153 Priluki
Az U153 Priluki az Ukrán Haditengerészet 206MR típusú (NATO-kódja: Matka class) hordszárnyas rakétás gyorsnaszádja. Fő fegyverzetét két darab P–15M Tyermit hajók elleni robotrepülőgép alkotja. Honi kikötője Odesszában található.

## Története
A 206MR típusú hajót a Névai hajógyár építette Leningrádban 247-es gyári számmal. 1979. november 30-án bocsátották vízre. A hajót R–262 jelzéssel állították szolgálatba a szovjet Fekete-tengeri Flottánál. 1985-ig üzemelt, akkor tartalék állományba helyezték és konzerválták. 1995. december 30-án kivonták az Orosz Haditengerészet állományából, majd a Fekete-tengeri Flotta megosztásáról kötött orosz–ukrán megállapodás értelmében a hajót 1996-ban átadták Ukrajnának. Az Ukrán Haditengerészetnél az U153 hadrendi jelzést, valamint a Priluki nevet kapta a Csernyihivi területen fekvő azonos nevű város, Priluki után.
2015 második felétől 2016 elejéig a mikolajivi Déli Hajógyárban volt nagyjavításon, 2016. március 11-én bocsátották vízre ismét. 2018 decemberében a hajóról eltávolították a hajók elleni rakéták két KT–97 típusú indítókonténerét. A helyükre később az ukrán fejlesztésű Neptun robotrepülőgép indítóberendezését tervezik beépíteni.